# Rhitymna tuhodnigra
Rhitymna tuhodnigra is een spinnensoort in de taxonomische indeling van de jachtkrabspinnen (Sparassidae).
Het dier behoort tot het geslacht Rhitymna. De wetenschappelijke naam van de soort werd voor het eerst geldig gepubliceerd in 1995 door Alberto Barrion & James A. Litsinger.